# Station Wittenau
Wittenau is een station van de S-Bahn van Berlijn, gelegen aan de Wilhelmsruher Damm in het gelijknamige stadsdeel Wittenau, op de grens met het Märkisches Viertel. Het huidige S-Bahnstation opende op 10 juli 1877 aan de Preußische Nordbahn. Op 24 september 1994 opende het gelijknamig metrostation, dat het noordelijke eindpunt van lijn U8 vormt.
De volledige naam van het station luidt Wittenau (Wilhelmsruher Damm), voorheen Wittenau (Nordbahn). Deze toevoegingen dienden ter onderscheiding van het station Wittenau (Kremmener Bahn), dat sinds 1995 echter Karl-Bonhoeffer-Nervenklinik heet. Desondanks werd de toevoeging aan de naam gehandhaafd.

## S-Bahnstation
Op 10 juli 1877 werd het eerste deel van de Preußiche Nordbahn geopend tussen Berlijn (Stettiner Bahnhof) en Neubrandenburg. De enkelsporige lijn kreeg onder andere een station in Dalldorf, een dorp dat sinds 1905 Wittenau heet. Nadat de Nordbahn in 1891 verdubbeld was, legde men in 1912 twee aparte sporen voor het voorstadsverkeer aan, parallel aan de hoofdlijn. In 1925 werden de voorstadssporen tot aan Oranienburg geëlektrificeerd en een paar jaar later ging de lijn deel uitmaken van het nieuwe S-Bahnnet.
In het naoorlogse gedeelde Berlijn werd de S-Bahn, ook in het westen van de stad, geëxploiteerd door de Oost-Duitse spoorwegen. Na de bouw van de Muur in 1961 werd de S-Bahn hierdoor in West-Berlijn meer en meer geboycot. Veel lijnen werden verwaarloosd en de diensten werden steeds verder ingekrompen. In station Wittenau en op de aansluitende trajecten was nog slechts één spoor in gebruik. Toen het stadsvervoerbedrijf BVG het westelijke S-Bahnnet begin 1984 overnam van de Deutsche Reichsbahn, legde men de dienst op de Nordbahn zelfs helemaal stil; station Wittenau sloot tijdelijk zijn deuren. In oktober van hetzelfde jaar werd de dienst tussen Gesundbrunnen en Frohnau echter hervat. In 1986 werd het traject wederom dubbelsporig gemaakt.
In verband met de komst van de metro naar Wittenau wilde men het station hernoemen tot Wilhelmsruher Damm. Deze naam was voorzien voor het metrostation, waarvan de plannen nog in de periode van de S-Bahnboycot ontwikkeld werden. Uiteindelijk besloot men de naam Wittenau te behouden; in 1994 kreeg de stationsnaam wel de toevoeging Wilhelmsruher Damm, voorheen was dit Nordbahn.
Tegenwoordig wordt station Station Wittenau bediend door de S-Bahnlijnen S1 (Oranienburg (stad) - Wannsee) en S26 (Waidmannslust - Teltow Stadt). Het station heeft een eilandperron met uitgangen aan beide uiteinden; de zuidelijke stationshal geeft ook toegang tot het metrostation.
De toegangshal en het perron van S-Bahnstation Wittenau genieten de monumentenstatus.